# Rox
Roxanne Tataei, mer känd som bara Rox, född 1988 i London, är en engelsk sångerska.
Hon släppte sin debutsingel "No Going Back" den 15 december 2009. Hennes andra singel "My Baby Left Me" som släpptes den 15 mars 2010 gjorde henne ordentligt känd då den blev framgångsrik även utanför Storbritannien. Låten blev populär i bland annat Nederländerna och Tyskland. Därefter släppte hon sitt debutalbum Memoirs den 7 juni 2010. Albumet gav henne framgång även i Schweiz, Frankrike och Grekland. Under 2010 släppte hon ytterligare två singlar från albumet, "I Don't Believe" och "Rocksteady".

## Diskografi

### Album
- 2010 - Memoirs

### Singlar
- 2009 - "No Going Back"
- 2010 - "My Baby Left Me"
- 2010 - "I Don't Believe"
- 2010 - "Rocksteady"